# Saint-Rainier-de-Balagne
Saint-Rainier-de-Balagne est une ancienne et éphémère commune française du département de la Haute-Corse en région Corse. 

## Histoire
Elle a été créée en 1972 par la fusion des communes de Lunghignano et de Montemaggiore. En 1973 elle a fusionné avec la commune de Cassano pour former la nouvelle commune de Montegrosso.
Avant la réunification des trois villages en la seule commune de Montegrosso, le cimetière de Montemaggiore se trouvait sur le territoire de la commune de Lunghignano. Ce différend est aujourd'hui effacé.

## Administration
| Période | Période | Identité | Étiquette | Qualité |
| ------- | ------- | -------- | --------- | ------- |
|         |         |          |           |         |